# بوند (لاعب كريكت)
بوند (1785 بإنجلترا في المملكة المتحدة - ) (بالإنجليزية: Bond)‏ هو لاعب كريكت بريطاني. لعب مع نادي مارليبون للكريكت ‏.